# Галицька земля

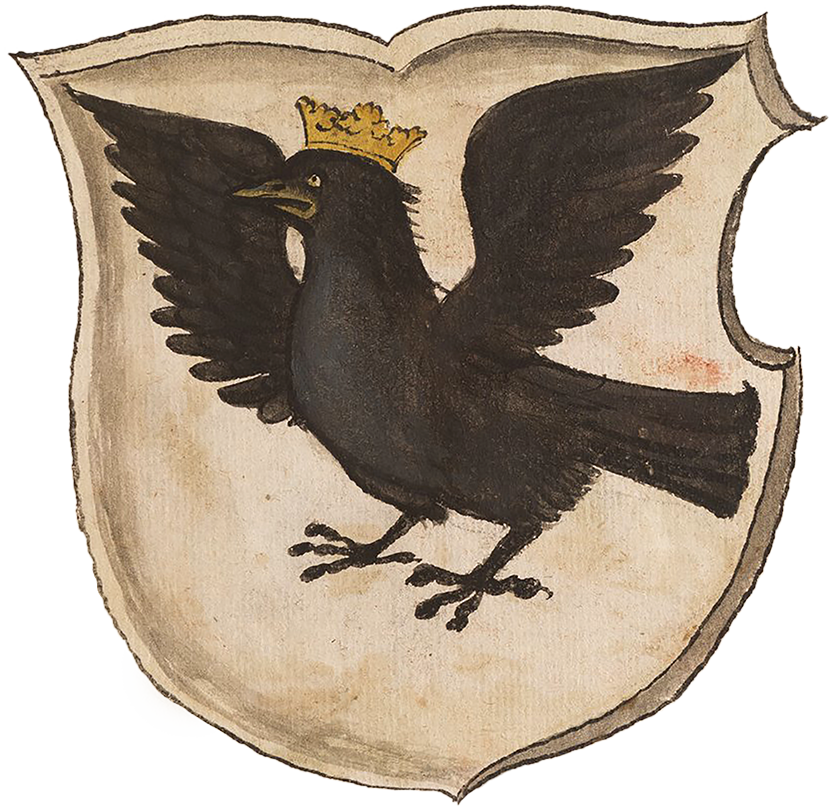
Герб Галицької землі

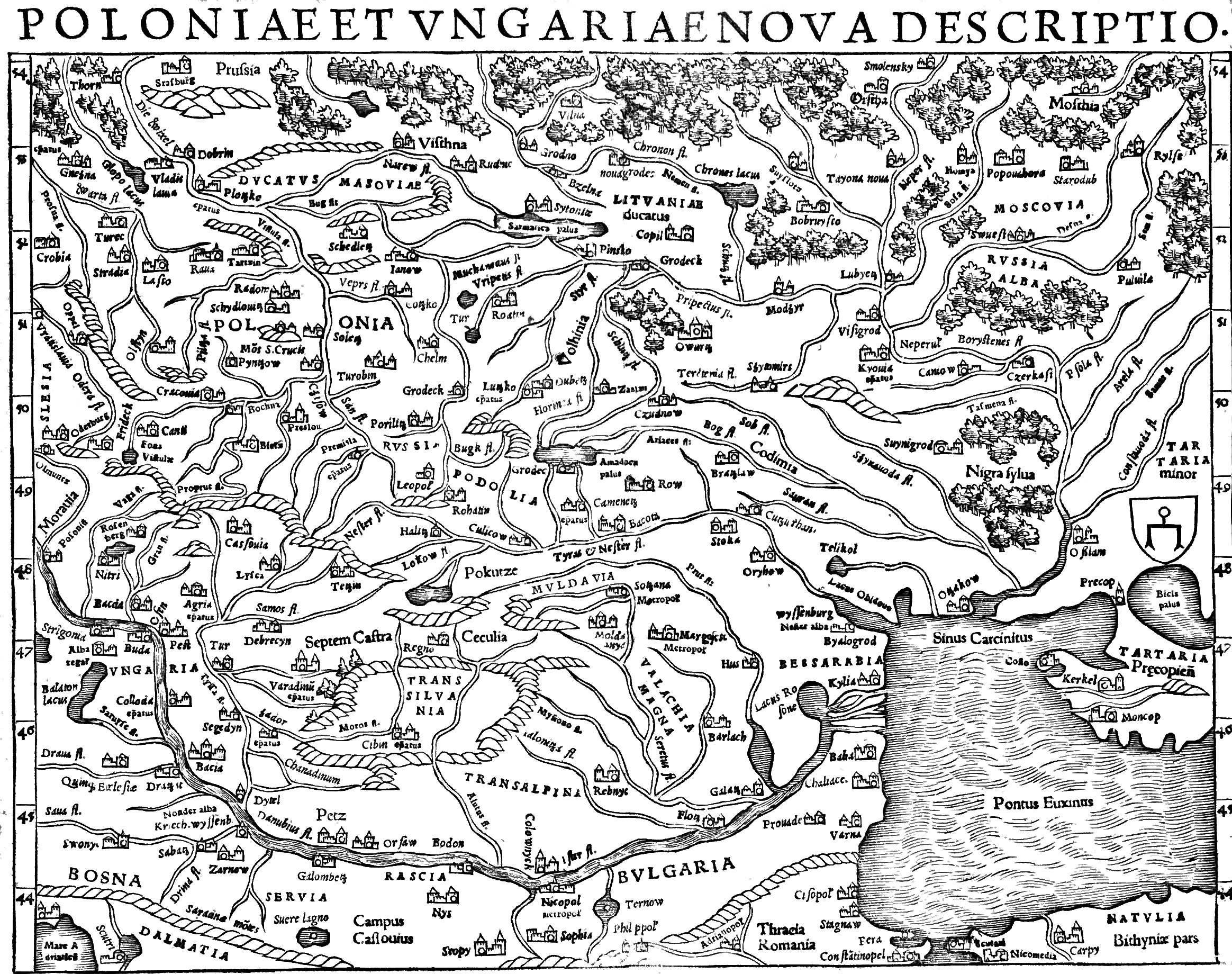
Мапа, 1554

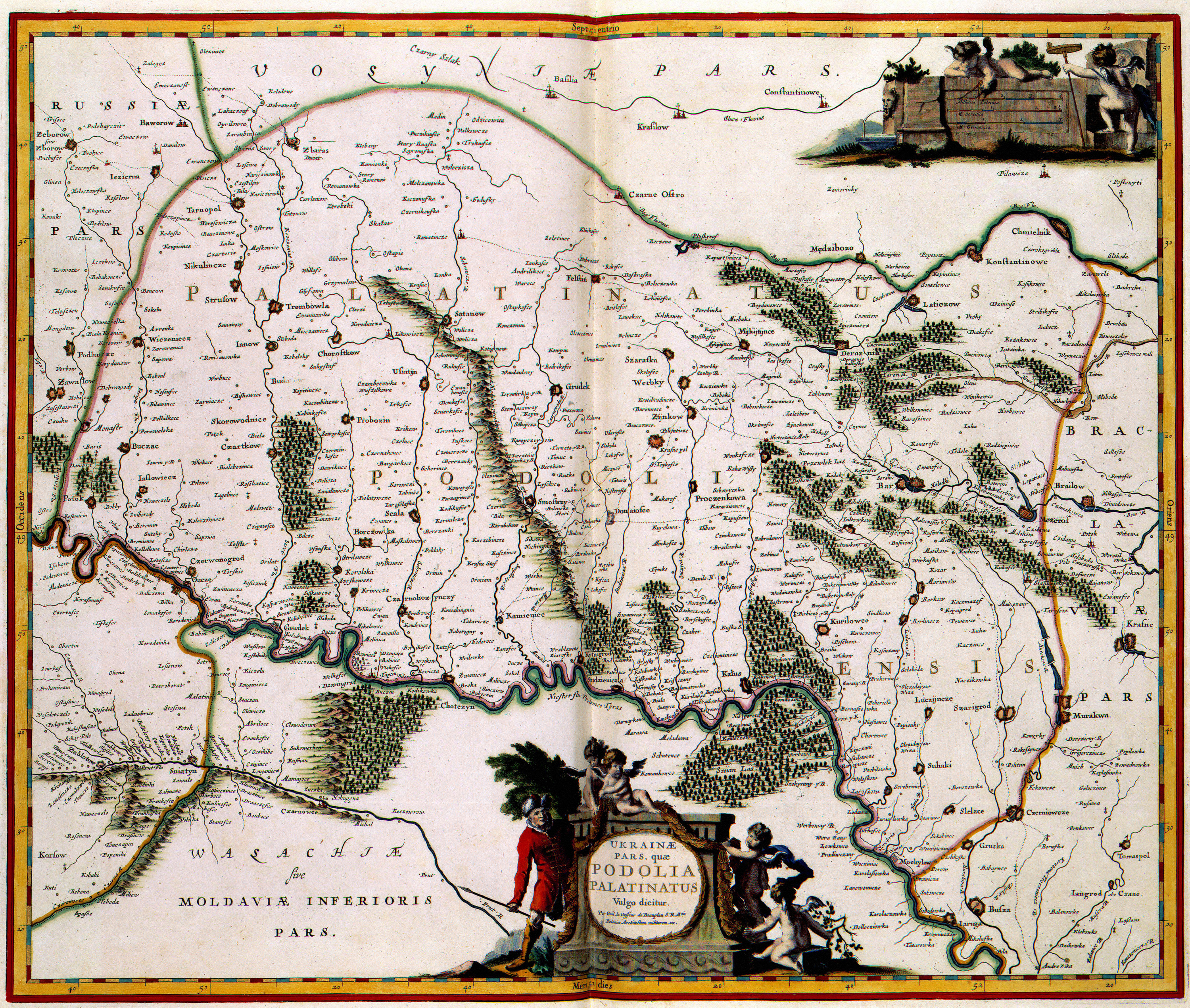
Галичина та Поділля, 1660

Галицька земля (велика) — територіально-політичне утворення у Південно-Західній Русі. Почала складатися в 1-й пол. XII ст. із Перемишльського, Звенигородського й Теребовльського князівств. З ХІІ ст. відбулось піднесення значення Галича, який занепав після монголо-татарської навали 1240-х років.
Галицька земля (мала) (лат. terra Haliciensis, пол. Ziemia halicka) — одна з п'яти земель Руського воєводства у складі Корони королівства польського, Республіки Обох Націй (Речі Посполитої) (1434—1772). На відміну від інших земель Русі, тут угорські старости найдовше опирались приєднанню земель до Польського королівства. Головним містом землі був Галич, де з 1564 р. збирався окремий земельний Сеймик, розташовувалася резиденція гродового староства. На Сеймику обирали 6 делегатів на Трибунал Коронний і Трибунал Скарбовий. Шляхта Галицької землі на заклик старости збиралася під Галичем.

## Історія

### Галицьке князівство
Найбільшого економічного і культурного піднесення ці терени зазнали за доби Галицького князівства ХІІ ст. династії Ростиславовичів, зокрема, князя Ярослава Осмомисла. З початку ХІІІ ст. після створення об'єднаного Галицько-Волинського князівства Галич почав занепадати через майже 40-річну війну поміж князями Романовичами та іншими князями-претендентами, королями Угорщини.

### Війни за Покуття
Південна частина Галицької землі, звана Покуттям, була заставлена 1388 р. королем Владиславом ІІ Яґайлом молдавському господарю Петру І; до кінця століття розпочались суперечки за право володіння Покуттям під приводом неповернення позики. Найбільше загострення відбулось 1490 р. за правління Штефана ІІІ Великого, який захопив Покуття. Після розгрому молдовського війська господаря Петру IV Рареша 1531 року у битві під Обертином Покуття належало Короні.

### Територіальний поділ за часів Королівства Польського та Речі Посполитої
У складі Галицького повіту розчинився Коропецький повіт (1439, 1469), а в Коломийському — Снятинський (1469). Тож кінцево залишились 3 повіти.

#### Повіти
- Галицький з головним містом Галичем, включав однойменне староство гродове
- Теребовельський з головним містом Теребовлею, включав однойменне староство гродове
- Коломийський з головним містом Коломиєю[2]

#### Староства
У Галицькій землі знаходилися староства гродові (королівщина під управлінням старости)
- Галицьке (головне місто Галич)
- Теребовельське (центр — Теребовля)

та негродові — маєтностей з королівщин, зданих у заставу чи управління старості негродовому, який не займав урядової посади
- Коломийське (Коломия)
- Тлумацьке (Тлумач)
- Рогатинське (Рогатин)
- Калуське (Калуш)
- Снятинське (Снятин)
- Бучацьке (Бучач)[3]
- Солотвинське, на той момент Краснопіль (Солотвин)
- Могильницьке (Могилино)
- Яблунівське (Яблунові)
- Буцнівське (Буцнів, пол. Buczniów).

### Найбільші міста
Згідно з люстрацією 1677 р. у Галицькій землі було 38 міст і 565 селищ. До ХХ ст. частина міст втратила свій статус.
- Більшівці (1624)
- Бірки (1530)
- Болехів (1612)
- Букачівці (1489)
- Бурштин (1554)
- Буцнів (1469)
- Бучач (близько 1393, повторно 1515)
- Войнилів (1552)
- Долина (1525)
- Галич (1367)
- Золотий Потік (1601)
- Єзупіль (1597)
- Калуш (1549)
- Козова (1569)
- Косів (1654)
- Кути (1715)
- Липівка (Фірлеїв) (1570)
- Монастириська (1454)
- Нижнів (1578)
- Отинія (1606)
- Підгайці (1463)
- Побережжя (1593)
- Рогатин (1415)
- Станиславів (1662)
- Теребовля (1389)